# الوزير حسن باشا
حسن باشا هو مؤسس دولة المماليك في العراق، حكم بغداد لمدة عشرين سنة من (1116-1136ه‍/1704-1723م). خلفاً للوالي الوزير علي باشا، وجاء في تاريخ محاسن بغداد أن حسن باشا جاء بعد طوبال يوسف باشا المشهور باسم (جوبان).

## سيرته
الوزير حسن باشا، ويلقب بالجديد، وسميت عليه محلة (جديد حسن باشا) وجامع جديد حسن باشا في بغداد، وكذلك يلقب الأيوبي نسبة إلى محلة أبي أيوب الأنصاري في إسطنبول. ويلقب أيضاً (فاتح همدان)، واصله من محل قريب من بلدة (دبرة)، سكن مع والده في بلدة (قترين). وهو والد الوزير أحمد باشا الذي خلفه بالمنصب، وجد عادلة خاتون زوجة سليمان باشا الكبير أحد مماليك والدها احمد باشا وصار والياً على بغداد لاحقاً.

## مواجهته العشائر
في سنة (1109ه‍) ولي الرها وانتصر على الموالي رؤساء طيء، وفي سنة (1114ه‍) ولي آمد أو (ديار بكر) فاطاعته عشائر الملية من الكرد. وفي (13 صفر 1116ه‍) ولي بغداد، فتنفس أهلها الصعداء. والدولة العثمانية كان لها اهتمام ببغداد وذلك لبعدها عن العاصمة ولمجاورتها إيران.
ومن أهم ما قام به ان وجه آماله نحو التسلط والسيطرة القاهرة على العشائر، وبرغم قسوتها لكنها أرضت الدولة.

## الغرير والشهوان
فبدأ بعشائر الغرير والشهوان نتيجة اعتدائهم على (كلك) قادماً من الموصل واستمرارهم في قطع طريق كركوك، فجهز لهم جيشاً وضربهم بالمدافع بعد ان حاصرهم في منطقة الخانوقة التي احتموا بغاباتها والتلال المحيطة بها ووضعوا عوائلهم على دجلة قرب السِكر (سد قديم) ولم تستمر المعركة غير ثلاث ساعات وكان عددهم 7000 رجل، فدمرهم ولم يترك منهم إلا من طلب الآمان، ونهبت أموالهم ولكنه لم يسمح للجنود بالاعتداء على النساء. واعلن الوزير ان هذه المعركة تحذير للعشائر الأخرى.

## زيارة واستطلاع
وبعد رجوعه زار المشاهد في سلمان الفارسي ثم كربلاء والنجف ومر بنهر الشاه، وزار مشاهد الكوفة والحلة، ومر بخان النص ووجده مهدماً فعمره. وجاء في عودته إلى الدورة. وكانت رحلته هذه لسبر المواطن.

## بني لام
وفي سنة (1116ه‍) غزا الوزير عشيرة بني لام التي لم تذعن للطاعة وكانت حجر عثرة على طريق بغداد - البصرة وتجاوزت حتى بلغت (خان بني سعد)، وكلما تضايقت مالت إلى إيران وتتفق مع شيوخ المنتفق وامراء الحويزة. فقصدها فلم يجد لها أثراً، اذ رحلت إلى مضيق طور سنجاق (طور سخ) و (جبل البستان) وقسم منهم ذهبوا إلى (شاه نخجير) وقسم التجئو إلى (اللر الفيلية)، ولكن الوزير لم يأبه حتى عثر عليهم وغنم أموالهم، ولم يسمح باعتراض النساء، فاخمدهم، وأمن الطريق، وعاد إلى بغداد.

## زيارة واستطلاع سامراء
وفي أواسط سنة (1117ه‍/1705م) زار الإمامين علي الهادي والحسن العسكري في سامراء وانعم على الخدام والفقراء.

## الخزاعل
وكان رئيس عشيرة الخزاعل (سلمان العباس الخزعلي) يعلن نفسه اميراً على العشائر، وسبب فتنة العشائر، ولما شعر بان لديه القوة من خلال العشائر التي انضمت اليه، سولت له نفسه ان يحكم بغداد، فاستولى على الحسكة وهي من احسن ضياع العراق، فجهز الوزير حسن باشا جيشا قوياً وصل الحسكة بثلاثة أيام فلم يجده، فقيل انه فر إلى السماوة فتبعه واستولى على امواله وعياله، فارسل (سلمان) أحد ابنائه إلى الوزير يطلب الأمان فلم يوافق الوزير، فهرب (سلمان) إلى البصرة فأجاره شيخ المنتفق (مغامس بن مانع). ورجع الوزير إلى بغداد بعد إن مزق جيش الخزاعل البالغ نحو أربعين ألف. وترك مدفعاً على سور السماوة لحمايتها من الهجمات.

## والي البصرة
وكان الوزير حسن باشا الجديد قد عهد بمنصب البصرة إلى والي بغداد علي باشا بعد وفاة واليها محمد باشا القبطان سنة (1116ه‍). ثم صار مكانه خليل باشا والياً لبغداد سنة (1117ه‍)، وعند عودة الوالي علي باشا مات في الطريق قبل ان يصل بغداد بثلاثة منازل، فدفن في مقبرة الأعظمية.

## المنتفق
وقد استغل امير المنتفق (مغامس بن مانع) تبدل الولاة، ادت إلى انحلال الاوضاع حيث لم يبقى في البصرة سوى (المتسلّم) فاستولى عليها. وذلك في سنة (1117ه‍/1705م)،

## شمر
تحرك الوزير حسن باشا ضد قبيلة (شمر) بعد ان قام شيخهم (غانم الحسان) بالعصيان وهجومه على الشامية وكان ممن وافق على مناوءة الحكومة مع شيخ الخزاعل (سلمان). الا ان الوزير وقف القوم عند حدودهم، ولما رأى شيخ شمر ان ميوله إلى شيخ الخزاعل غير مجدٍ، مال إلى بغداد مذعناً بالطاعة، وعند خروجه رفع الراية وأبدى انه صار شيخاً مع انه لم يدفع ضريبة الخانة (البيتية) وهي ضريبة تؤخذ على البيوت. وبعد ان رأى الوزير ضرورة معاقبتهم والتنكيل بهم لغزوهم ونهبهم وعدم طاعتهم بدفع (البيتية)، وعلى هذا جهز الوزير جيشه واتجه إلى ديارهم وعبر (جسر الرضواني) فلم يجدهم وذهب بنفسه في الطريق السلطاني إلى منزل (مشيهد) فلم يعثر عليهم ألا ليلاً فلم يحاربهم حتى الصباح فجرت معركة حامية إلا انهم لم يستطيعوا المقاومة ففروا، وان الجند نهبوا مواشيهم واموالهم بعد ان قتل منهم خلق كبير.وجاء إلى الوزير بمن بقي منهم يطلبون الرحمة فعفى عنهم. وهذه الوقعة كانت سبباً في انفصال شمر (طوگة) التي استقرت في (جزيرة حميد) بين ديالى وكوت العمارة، وكذلك عشيرة (المسعود) التي استقرت بين المسيب وكربلاء.

## اعتذار الشيوخ
وفي سنة (1718م) قدم شيخ بني لام (عبد العال) إلى بغداد لما ضجر من حالته في البوادي، واجه الوزير فعفا عنه، ولكن رأى منه نقض العهود فلم يبقيه رئيساً على قبيلته بل جعل أخاه (عبد القادر). وفي نفس السنة ذهب الوزير اليهم بعد ان جرى خلاف بين أبناء عشيرة بني لام تقاتلت العشيرة فيما بينها. فوصلهم الوزير ووجد شيخهم (فارس) لم يتمكن من الإدارة فعزله عن المشيخة ونصب (عبد السيد) من بيت الرئاسة مكانه، ورتب أمورهم ورجع إلى بغداد.
وفي سنة (1718م) ايضاً دخل شيخ الخزاعل سلمان إلى بغداد خفية، بعد ان كان فاراً في بلاد العجم وقابل الوزير واعتذر منه، وقبل الوزير اعتذاره وعاش بعد ذلك في احسن حال. وفي نفس هذه السنة دخل أمير الحويزة (المولى عبد الله) بغداد ملتجئاً إلى الوزير مع عياله ورجاله لما استوجب ان يعقابه شاه إيران عليه، فآواه الوزير وتعهد بتخليصه بالشفاعة إليه.وكان هذا الأمير مهذباً كاملاً وأديب يحفظ دواوين المتقدمين وله شعر.

## غزية
وهاجم عشيرة (غزية) و (ساعدة) و (آل حميد)، وشيخهم كان (سعد الصعب)، و (الرفيع) بعد ان شكاهم إليه الشيخ (شبيب) أمير قشعم (جشعم). وانتصر عليهم.

## زبيد
وفي سنة (1119ه‍/1707م)قاتل زبيد وفيهم عشائر الجحيش والسعيد والمعامرة وآل خالد وكذا عشائر الدليم وآل نوفل وآل حسين وكان شيخ شيوخهم عبد القادر، فلاقاهم الوزير حسن باشا وانتصر عليهم. وقد قام الوزير حسن باشا بالركون لطريقة حكيمة قتل فيها عبد القادر واتباعه الذين حضروا معه، وذلك عندما أعلن الوزير (النفير) مستدعيا العشائر، اوجس عبد القادر في نفسه خيفة، ولكن الوزير طلبه للنجدة وعندما حضر عبد القادر ومعه نحو مائتي فارس أو ثلاثمائة القى القبض عليهم وشد وثاقهم وقتلهم جميعاً لاعتقاده انهم مضرون لا يمكن إصلاحهم، فأباد أكابر رجالهم.

## البصرة
وفي سنة (1120ه‍/1708م) استعاد البصرة من (مغامس) شيخ المنتفق واعوانه (سلمان) شيخ الخزاعل و (آل سراي) و (زبيد) و (بني خالد) و (غزية) و (مياح) و (شمر)، وبلغ عددهم مايقارب مئة ألف، فالتقى الفريقان، وسقط في المعركة الشيخ (تركي) من (الأجود) المنتفقية، وكان النصر حليف الوزير ودخل البصرة ونصب لها والياً.

## عشائر الحي
ثم عصت بعض عشائر الحي وهي (ربيعة) و (مياح) وكانوا مناصرين للشيخ مغامس في (وقعة المنتفق). وكان شيخ شيوخهم يسمى (خلف). فجهز الوزير جيشه فسار من ديالى إلى سلمان الفارسي، ولما وصل تجاه (أم الغزلان) امر كتخذا الحجاب يوسف آغا ان يعبر دجلة بالفي فارس، اما الوزير فاتجه إلى ميسان، فساق جنوده نحو عشيرة (آل زيرك) وعبر شط العمارة ثم إلى شط زكية، فاغار عليهم منزلاً منزل حتى وصل قرب هور أبي غرافة، وحينئذٍ لمح ثوار العشيرة فلم يمهلهم فقد هجم عليهم وعمل السيف فيهم واغتنم مواشيهم، وعفا عن الأولاد والأهل.ثم ان الوزير سد (گرمة حتيرش) وردم شط الحي (الغراف)، وارسل إلى شيخ بني لام (عبد العال) بيد أحد أغواته (خط أمان) فطاعته بعض العشائر، كما اضطر في (5 رمضان 1122ه‍) إلى سد (شط العمارة) ليسيطر على العشائر.

## البوناصر والمليك
وفي سنة (1124ه‍/1712م) أطاعت العربان كافة وتركت كل فتنة، ولكن البوناصر والمليك ثاروا وسلكوا طريق الشرور فأدبهم الوزير. صاروا عبرة لغيرهم فأنتهب أموالهم وشتت شملهم.

## الجراد
وفي هذه السنة هاجم الجراد البلاد واضر بها ضرراً كثيراً، وارتفع سعر شراء الحنطة واصبح بسبعة دراهم، ولكن الوزير باع الحنطة بخمسة دراهم، مما حافظ على هذا السعر، حتى خففت عن الناس، وفي آخر السنة لم يبق أثر للجراد.

## عشيرة بلباس
وفي سنة (1125ه‍/1713م) تجاوزت عشيرة بلباس حدود العجم، وحصل بينهم وبين الإيرانيين قتال، خربوا قرى العجم ووصل الخبر إلى الوزير فكلف كتخذاه لتحري الأمر فوجد عشيرة بلباس أصل الفتنة ولكن العجم لم يكونوا خالين من تقصير، فزجر بلباس ولامهم لوماً عنيفاً، وعرض الأمر على الوزير الذي أمر بترحيلهم لرفع الكدورة وعجل بانهاء ذلك وفق المراد.

## بابان
وفي سنة (1126ه‍/1714م) شق عصا الطاعة أمير لواء ببه (بابان) وهو مير بكر على ولاية شهرزور وأستولى على ما حوله من البلدان والأهلين، وقتل من الأبرياء من أقاربه فيهم الأطفال والصبيان. فتوجه إليه الوزير حسن باشا بجيشه رغم وعورة المنطقة وتمكن من تشتيت جيش مير بكر الذي القي القبض عليه في بغداد متخفياً فقتله.

## اليزيدية
وفي سنة (1127ه‍/1716م) هاجم الوزير اليزيدية في سنجار، وكانوا في ذروة منه يقال لها دير العاصي وحدثت معركة عظيمة فروا بعدها إلى الخاتونية وقتل من مشاهير رجالهم، ديللو، ومندو وعباس أخو مندو، وخركي، وسواس، ثم فوض أمرهم إلى امير طيء (محمد الذياب).

## المدد
وفي سنة (1128ه‍/1716م) أرسل الوزير حسن باشا مدداً لدولته بناءاً على طلب منها خمسمائة جندي لمحاربة النمسا، وكذلك قام ببناء مسناة لجسر بغداد.

## الجاف
وفي سنة (1129ه‍/1717م) هاجمت عشيرة الجاف على حين غفلة انحاء بغداد فقتلت عثمان بك امير باجلان واثنين من اتباعه ونهبت الأموال، وتتبعهم الوزير ولكن وعورة المنطقة اوقفته، فكتب ألى حكومة إيران بالواقعة، فعاقبت إيران موظفيها لعدم قدرتهم على ضبط تصرفات هذه العشيرة ودفعت دية المقتولين.

## بناء القناطر
وفي سنة (1129ه‍) عمر حسن باشا قنطرة الذهب (ألتون كوبري) على طريق كركوك-الموصل وطلب من الدولة ان تساعده في أمر بنائها. وعمر قناطرة أخرى على نهر جمن وقنطرة على نهر نارين وقنطرة على نهر جوبين أمر ببنائها من صخور وجميع نفقات هذه القناطر من كيسه الخاص وهي قريبة من كركوك.

## طريق الحج
وفي سنة (1131ه‍/1718م) عمر الوزير حسن باشا طريق الحج الذي سنته زبيدة (زوج هارون الرشيد) وذهب فيه وجهز معهم العسكر ورتب عشرين سقاء يسقون الحجاج الماء يتفقدون فيه الفقراء ويتقاضون متعياناتهم من أي وال كان في بغداد.

## وفاة زوجته
في 27 شهر رمضان 1131ه‍، توفيت زوجة الوزير عائشة خاتون بنت مصطفى باشا، أم أحمد باشا، دفنت في تربة السيدة زبيدة وبنى لها الوزير مدرسة لطيفة أجرى لها الماء وعين لها مدرسين ووظف لطلبة العلم موظفاً في كل يوم وعين بعض المرتبات.
وفي أواخر هذه السنة وقع وباء مرض الطاعون.

## الطاعون
وبقي الطاعون مستمراً إلى أوائل سنة (1132ه‍/1719م) وكثرت الاصابات ويعد بالألف أو ازيد كل يوم، وهرب الأهلين، وخرج الوزير بعساكره إلى سامراء. هلك فيه علماء ومشاهير لا يحصون. ثم ذهب البؤس وزال المرض فعاد الناس إلى ما كانوا عليه، ولكن كان له الأثر على الحياة الادارية والعلمية

## حفر خندق بغداد والأفغان
وفي سنة (1133ه‍/1721م) وماتلاها تم تجديد وحفر خندق بغداد، بعد ان امرت الدولة العثمانية الوزير حسن باشا بان يكون على التأهب والحذر، بعد ان قام الأفغان بمقارعة إيران وتوغلوا بقيادة أميرهم (اويس) واستولى على قندهار وقتل اميرها الصفوي (كوركين خان) ونكل باتباعه وعمل السيف بالعجم. وبقي اويس حاكماً على قندهار حتى وفاته. ثم خلفه ولم يكن قادراً على الحكم، فجاء الأمير محمود ابن الأمير اويس فاستولى على أصفهان قاعدة دولة الصفويين، بعد حصارها عامين واسر الشاه (حسين) وقيل قد تزوج ابنته.فخافت الدولة العثمانية على بغداد وان يقع ما لا تحمد عقباه. وقد ارسل الوزير حسن باشا الحاج (عثمان أغا) رسولاً يحمل رسالة إلى أمير الأفغان، وقد طلب من الرسول تبين الحالة، فبين الرسول مشاهداته وذكر ان بلاد العجم صارت غنيمة باردة ومن السهل فتحها. ثم ارسل رسوله هذا إلى مقر الدولة العثمانية لتستلطع رأيه وتختبر منه الوضع وما آلت عليه إيران وقتها.

## الفرمان والفتوى
وفي سنة (1135ه‍/1722م) السياسة واستغلال الدين تداخلت ولعبت دوراً واضحاً في الصراع العثماني الإيراني، حيث صدر الفرمان السلطاني بلزوم فتح المدن الإيرانية التي لم يطرقها الأفغان مرفقاً بفتوى شيخ الإسلام التي جعلت من دولة إيران مرتدة لما كانوا يتجاوزون على الخلفاء الراشدين وزوجات النبي عائشة وحفصة. وقد اشار الأمر السلطاني ان لا يتعرض أحد للمدن التي بيد الأمير محمود الأفغاني. واختير لهذا الأمر وزير بغداد حسن باشا فنصب قائداً لجبهته، وعبد الله باشا الكوبرلي والي (وان) قائداً عاماً في انحاء تبريز وأذربيجان، وإبراهيم باشا السلحدار والي أرضروم قائداً على انحاء (كنجة وروان). فسار الوزير حسن باشا بجيشه مستعينا بالعشائر منهم الخزاعل ورئيسهم سلمان وعشيرة (بلباس) وعشيرة (بابان). فاستولى على كرمنشاه ودمر القرى والمناطق في انحاء همدان واصبح الجنود غير مسيطر عليهم تقريباً فعاثوا وخربوا. وقد طلب سادات وأعيان همدان من الوزير ان لا يتعرض الجيش للنساء والبنات اللآئي أسرن مع القوافل المنهوبة وانهم منقادون مطيعون. قبل الوزير هذا الالتماس ولكن بشرط ترك الرفض والسب، وان ينقادوا إلى السلطان فيأمنوا أموالهم وانفسهم وأعراضهم والا سوف ينفذ الأمر بموجب الفتوى.
بعد هذه الانتصارات كتب الوزير إلى حاكم أصفهان الأمير محمود الأفغاني، يخبره بما جرى، اراد بذلك ان يستطلع الأوضاع وماحصل من أثر. وصار ينتظر الجواب ومشاهدات رسوله (عثمان آغا) وكان يعول على ما ينقل له مشاهدات.
هذا الانتظار في كرمنشاه كان سببه انتظار القادة الآخرين للوصول إلى اهدافهم، ولكن هناك موانع من جبال وحلول فصل الشتاء وتساقط الثلوج.فلايصح المسير في الجليد وانما التأهب واعداد العدة لفصل الربيع.

## وفاة الوزير حسن باشا
بينما كان الوزير حسن باشا الجديد والي بغداد مع جيشه في كرمنشاه (كرمان شاهان) منتظراً حلول فصل الربيع، إذ وافته المنية وذلك سنة (1136ه‍/1723م). وقد نقل جثمانه من كرمنشاه إلى بغداد ودفن في الأعظمية. واشتهر بفاتح همدان. ولكن الذي فتح همدان إبنه الوزير أحمد باشا الذي خلفه في منصبه، ومنشأ هذه الشهرة انه عزم على الفتح وباشر أمره.

## أولاده
- الوزير أحمد باشا الذي خلفه في منصبه.
- فاطمة خانم زوجة عبد الرحمن باشا.
- صفية خانم زوجة قرة مصطفى باشا.

## مناقبه وآثاره
- أسس النظام وإدارة مدينة في بغداد وتمكن من ضبطها وأمن حقوق الرعايا وأموالهم.
- مؤسس دولة المماليك في العراق مع ابنه احمد باشا.
- بناء قنطرة الذهب ألتون كوبري، وقناطر أخرى.
- بناء مسناتين لجسر بغداد.
- بنى صدراً جديداً لنهر الحسينية في كربلاء، وكان معروفاً بالنهر السليماني.
- بنى خانات بين بغداد وكربلاء، وعمر المندثر منها.
- جدد (جامع السليماني) ببغداد وصار يسمى (جامع جديد حسن باشا)، ويسمى جامع السراي ووقف عليه وقوفاً وأتخذت فيه مدرسة لا تزال قائمة.[6]